# Archives départementales de Tarn-et-Garonne
Pour les articles homonymes, voir Tour des archives.
Les archives départementales de Tarn-et-Garonne sont un service du conseil départemental de Tarn-et-Garonne. Elles se situent à Montauban.

## Historique
Les Archives départementales sont installées depuis 1902 dans une ancienne École normale construite entre 1875 et 1877 à l'initiative du Conseil départemental. Une partie des locaux (aile occidentale) est cependant réservée de 1905 à 1927 au service des enfants assistés, puis, jusqu'en 1978, au dispensaire antituberculeux. A la fin des années 1950, une vague de travaux modernise les Archives en y installant des structures autoporteuses et des rayonnages métalliques. En 1978, les Archives investissent la dernière aile du bâtiment, après le départ du dispensaire.

## Fonds
Le service détient des archives remontant au IXe siècle. Le fonds de l'abbaye de Moissac, conservé du Moyen Age à la Révolution française, renferme le plus ancien document du dépôt (847) et intéresse l'histoire du Sud-Ouest, tout comme les papiers de la puissante famille d'Armagnac, parmi lesquels se trouve la « Saume » de l'Isle-Jourdain, énorme registre contenant des copies exécutées au XVIIe siècle de pièces courant du IXe au XVIe siècle.
La série des archives notariales (5E) débute au XIIe siècle et représente plus de 1 700 mètres linéaires de registres et liasses jusqu'au XIXe siècle.

## Directeurs
- 1810-.... : Ringaud
- 1818-1819 : Pierre Rauly de Bonnefon
- 1829-1843 : Sauveton
- 1845 : Carénou
- 1846-1852 : Célières
- 1853 : Jean Vignes
- 1854 : Charles Alleaume de Cugnon
- 1855 : Jules Blancard
- 1856-1859 : Achille Roberti
- 1860-1862 : Auguste Kroeber
- 1862-1875 : Jean-Ursule Devals
- 1875-1878 : Georges Bourbon
- 1879-1897 : Charles Dumas de Rauly
- 1897-1901 : Abel Maisonobe
- 1901-1904 : Alfred Gandilhon
- 1904-1910 : Léo Imbert
- 1910-1920 : Robert Latouche
- 1920-1926 : Benjamin Faucher
- 1926-1937 : Séverin Canal
- 1937-1954 : Raymond Daucet
- 1954-1976 : Mathieu Méras
- 1976-1998 : Annie Lafforgue
- 1998-2013 : Pascale Marouseau
- 2013-.... : Jérôme Cras

## Fonds numérisés
- Registres paroissiaux et état civil

## Pour approfondir